# 海神鳃属
海神鳃属（學名：Glaucus）又名海蛞蝓属，通称“蓝龙”、“蓝天使”、“蓝海燕”、“蓑海牛”等，是一種藍色、小型的遠洋翼蓑海蛞蝓，海生腹足綱海神鰓科軟體動物。
這些海蛞蝓都是浮游生物。
們上下顛倒的，利用水的表面張力來維持在水面，讓風和洋流把牠們帶往其他地方去。大西洋海神海蛞蝓的身體上的顏色可幫助牠們偽裝：牠們藍色的一面向天，與海水的顏色融合在一起，使海上的獵食者找不到牠們；而牠們向海底的一面則是銀灰色，與海面上折射天空的顏色融合在一起，令海裡的獵食者也找不到牠們。
本物種以其他中上層的浮游生物為食，包括有毒的管水母葡萄牙戰艦。這種海蛞蝓會在進食過刺胞動物之後，把其刺细胞儲存在從其自身組織內，以防禦捕食。人類處理這些海蛞蝓時有機會會被這些儲起來的刺細胞刺中，令人感到非常痛苦。
其學名得名於希臘神話的人名格劳科斯。

## 物種
海神鰓屬包含：
- 大西洋海神海蛞蝓 Glaucus atlanticus Forster, 1777 - 大西洋海域
- 贝氏海神海蛞蝓 Glaucus bennettae（英语：Glaucus bennettae） Churchill, Valdés & Ó Foighil, 2014 - 南太平洋海域
- Glaucus mcfarlanei（英语：Glaucus mcfarlanei） Churchill, Valdés & Ó Foighil, 2014 - 北太平洋海域
- 镶边海神海蛞蝓 Glaucus marginatus（英语：Glaucus marginatus） Bergh, 1860 - 印度洋-太平洋海域
- Glaucus thompsoni（英语：Glaucus thompsoni） Churchill, Valdés & Ó Foighil, 2014 - 北太平洋海域

被認為是異名的海神鰓屬物種
- Glaucus distichoicus d'Orbigny, 1837：大西洋海神海蛞蝓的異名 Forster, 1777
- Glaucus flagellum Blumenblach, 1803：大西洋海神海蛞蝓的異名 Forster, 1777
- Glaucus hexapterigius Cuvier, 1805：大西洋海神海蛞蝓的異名 Forster, 1777
- Glaucus lineatus Reinhardt & Bergh, 1864：大西洋海神海蛞蝓的異名 Forster, 1777
- Glaucus longicirrhus Reinhardt & Bergh, 1864：大西洋海神海蛞蝓的異名 Forster, 1777